# Ludwig Förster

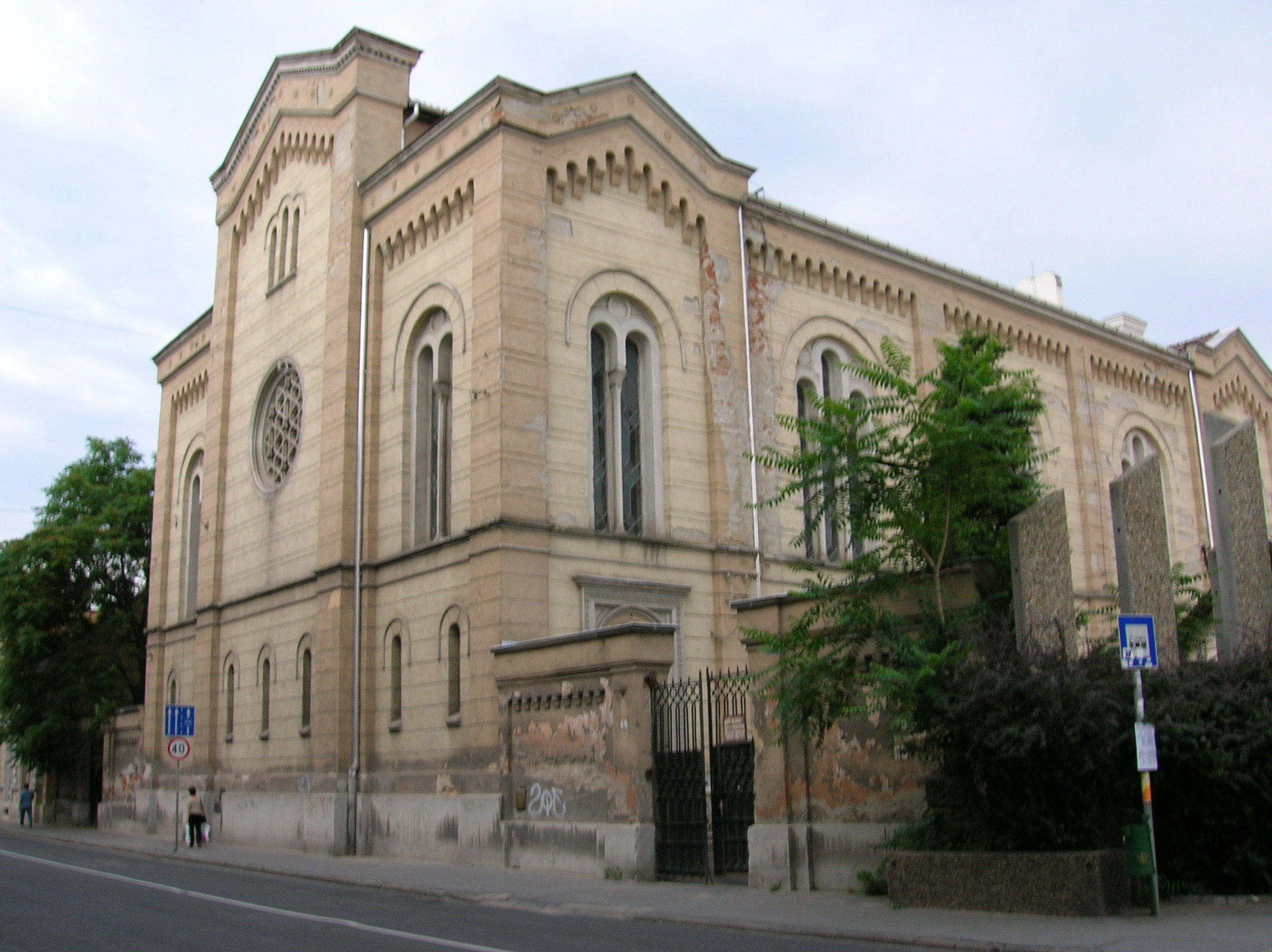
Miskolcs synagoga (1963).

Ludwig Christian Friedrich (von) Förster, född 8 oktober 1797 i Bayreuth, död 16 juni 1863 i Bad Gleichenberg, var en österrikisk arkitekt. Han var far till Heinrich von Förster och Emil von Förster.

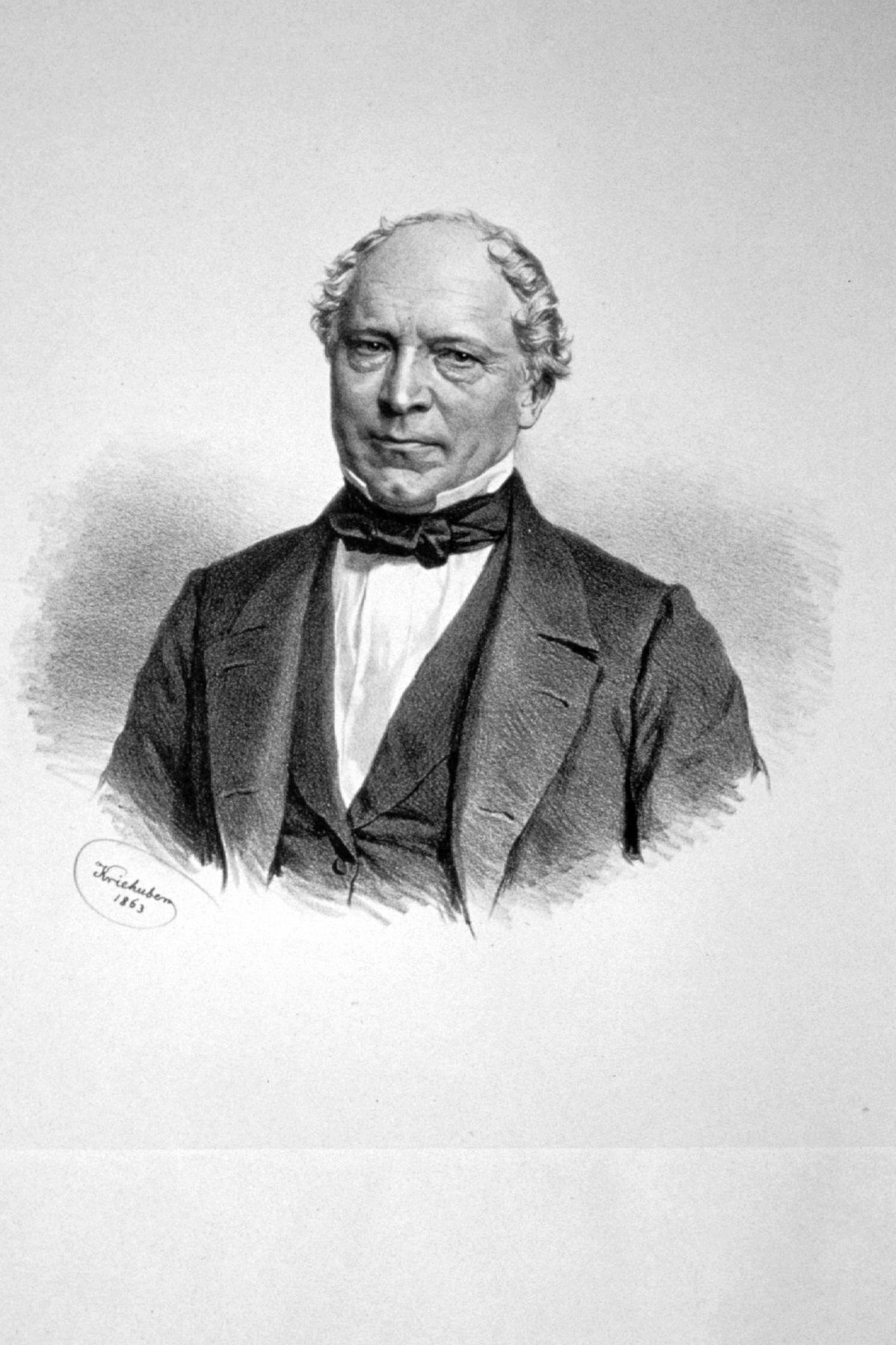
Ludwig Förster. Litografi av Josef Kriehaber 1863.

Förster, som var lärjunge till Peter von Nobile, var professor vid Wiens konstakademi. Han odlade företrädesvis den italienska renässansstilen. Han grundade 1836 "Allgemeine Bauzeitung", vilket blev ett mycket viktigt organ för dåtidens arkitekter.

## Arkitektur
- Teatern Reduta, Bürgerhäuser, Brno (1831)
- Evangelische Kirche, Gumpendorf, Wien (1849)
- Villa Pereira, Königstetten (1849)
- Arsenal, Wien (1849–1856)
- Maria-Hilf-Kirche, Wien (1854)
- Stora synagogan (Dohány utcai Zsinagóga) i Budapest (1854–1859)
- Augartencasino, Brno (1855)
- Leopoldstädter Tempel, Wien (1858)
- Elisabethbrücke, Wien (1858, gick sönder 1897)
- Miskolcs synagoga, Miskolc (1863)
- Palais Todesco (1863)